# Slånden (Älvdalens socken, Dalarna, 677660-137838)
Slånden är en sjö i Älvdalens kommun i Dalarna och ingår i Dalälvens huvudavrinningsområde.